# دیمیترو ماتوینکو
دیمیترو ماتوینکو (اوکراینی: Дмитро Олександрович Матвієнко؛ زادهٔ ۲۵ مهٔ ۱۹۹۲) بازیکن فوتبال اهل اوکراین است.
از باشگاه‌هایی که در آن بازی کرده‌است می‌توان به باشگاه فوتبال تاوریا سیمفروپول اشاره کرد.